# キラー・クイーン
「キラー・クイーン」（英語: Killer Queen）は、イギリスのロックバンド、クイーンが1974年に発表した楽曲。アルバム『シアー・ハート・アタック』からの第1弾シングルで、「フリック・オブ・ザ・リスト」との両A面シングルとして発売された。後にイギリスのチャートで2位と初のスマッシュヒットを記録したほか、アメリカのチャートで12位にランクインし、アメリカで初めてヒットしたシングルともなった。日本のオリコン洋楽シングルチャートでは1975年4月28日付にて1位を記録する。作詞作曲はフレディ・マーキュリー。
マーキュリーは本作で、1975年に英国作曲家協会よりアイヴァー・ノヴェロ賞を受賞した。

## 曲の構成
歌詞は上流階級のコールガールについて歌ったもの。マーキュリーは本作を一晩で書き上げており、「ノエル・カワードが歌ってもおかしくない」と考えたとされている。また、マーキュリーの作品としては珍しく歌詞から先に書かれた楽曲で、「普段の曲作りの段取りから逸脱した。」「僕が表現したいと考えていた洗練されたスタイルに則った。」と語っている。歌詞のフレーズには、ケーキを食べればいいじゃないの英語訳版の慣用句が使用される。一般にはフランス王妃マリー・アントワネットの逸話として認識されるが、アントワネット自身の発言としては記録に残っていない。
この楽曲の一部は、ロックフィールド・スタジオにて制作された。レコーディング時にマーキュリーは通常どおりのグランドピアノだけでなく、タック・ピアノの音色をオーバーダビングして、ヴォードヴィル調のサウンドを作っている。このほか4声のコーラスや、ベル効果を用いたギターソロなどが、本作の特徴となっている。

## ミュージック・ビデオ
ミュージック・ビデオは、BBCの生放送音楽番組『トップ・オブ・ザ・ポップス』出演時の映像（演奏は口パクと当て振り）で構成されており、DVD『グレイテスト・ビデオ・ヒッツ1』などに収録されている。2018年に公開された映画『ボヘミアン・ラプソディ』でも、この『トップ・オブ・ザ・ポップス』出演時のエピソードが触れられている。

## ライブでの演奏
クイーンにとって初の大ヒット曲となったことにより、すぐさまセットリストに入れられ、1974年から1981年までのライブにおいてメドレーの1曲として演奏された。なお、フルで演奏されたことはない。1974年から1975年の「Sheer Heart Attack Tour」では「神々の業」、1975年から1976年の「A Night at the Opera Tour」では「ボヘミアン・ラプソディ」、1984年から1985年の「The Works Tour」では「愛にすべてを」（短縮版）と繋げて演奏された。
なお、1982年の「Hot Space Tour」やフレディにとって最後のライブツアーである「Magic Tour」では演奏されていない。

## シングル盤収録曲
| 全作詞・作曲: フレディ・マーキュリー。 |                                                    |                        |                        |      |
| #                                      | タイトル                                           | 作詞                   | 作曲・編曲             | 時間 |
| 1.                                     | 「キラー・クイーン」(Killer Queen)                 | フレディ・マーキュリー | フレディ・マーキュリー | 2:59 |
| 2.                                     | 「フリック・オブ・ザ・リスト」(Flick Of The Wrist) | フレディ・マーキュリー | フレディ・マーキュリー | 3:16 |
| 合計時間:                              | 合計時間:                                          | 6:15                   |                        |      |

## 演奏
- フレディ・マーキュリー - ボーカル、バッキング・ボーカル、グランドピアノ、タック・ピアノ、フィンガースナップ
- ブライアン・メイ - エレクトリック・ギター、バッキング・ボーカル
- ロジャー・テイラー - ドラム、トライアングル、ウィンドチャイム、バッキング・ボーカル
- ジョン・ディーコン - ベース

## チャート成績

### 週間チャート
| チャート (1974年 - 1975年)          | 最高位 |
| ----------------------------------- | ------ |
| オーストラリア (Kent Music Report)  | 24     |
| オーストリア (Ö3 Austria Top 40)    | 10     |
| ベルギー (Ultratop 50 Flanders)     | 7      |
| ベルギー (Ultratop 50 Wallonia)     | 4      |
| Canada Top Singles (RPM)            | 15     |
| ドイツ (GfK Entertainment charts)   | 12     |
| アイルランド (IRMA)                 | 2      |
| オランダ (Single Top 100)           | 3      |
| ノルウェー (VG-lista)               | 4      |
| UK シングルス (OCC)                 | 2      |
| US Billboard Hot 100                | 12     |
| US Cash Box Top 100                 | 12     |
| 日本 (オリコン洋楽シングルチャート) | 1      |

| チャート (2018年)                           | 最高位 |
| ------------------------------------------- | ------ |
| オーストラリア (ARIA)                       | 85     |
| 日本 (Japan Hot 100)                        | 47     |
| US Hot Rock & Alternative Songs (Billboard) | 12     |

### 年間チャート
| チャート (1974年)                    | 順位 |
| ------------------------------------ | ---- |
| UK Singles (Official Charts Company) | 29   |

| チャート (1975年)                   | 順位 |
| ----------------------------------- | ---- |
| Canada Top Singles (RPM)            | 132  |
| オランダ (Single Top 100)           | 46   |
| US Billboard                        | 78   |
| 日本 (オリコン総合シングルチャート) | 132  |
| 日本 (オリコン洋楽シングルチャート) | 7    |

| チャート (2019年)             | 順位 |
| ----------------------------- | ---- |
| US Hot Rock Songs (Billboard) | 37   |

## 認定
| 国/地域                          | 認定 | 認定/売上数 |
| -------------------------------- | ---- | ----------- |
| イタリア (FIMI)                  | Gold | 25,000      |
| イギリス (BPI)                   | Gold | 500,000     |
| 認定のみに基づく売上数と再生回数 |      |             |

## 収録アルバム
スタジオ音源
- シアー・ハート・アタック
- グレイテスト・ヒッツ
- ジュエルズ
- クイーン・イン・ヴィジョン 2008 〜グレイテストTV&ムーヴィー・ヒッツ〜
- ボヘミアン・ラプソディ (オリジナル・サウンドトラック)

ライブ音源
- ライヴ・アット・ザ・レインボー‘74
- オデオン座の夜〜ハマースミス1975
- ライヴ・キラーズ
- 伝説の証/クイーン1981
- WE ARE THE CHAMPIONS FINAL LIVE IN JAPAN 1985

## タイアップ
- Honda『モビリオ』CMソング（2004年）

## カバー・バージョン
2000年9月13日に稼動したコナミの音楽ゲーム『GUITARFREAKS 4thMIX』・『drummania 3rdMIX』に、カバー曲として収録された。ただし、家庭用ソフトへの移植は見送られている。
映画『ボヘミアン・ラプソディ』の公開に合わせ、2018年10月25日にファイヴ・セカンズ・オブ・サマーによってカバーされた音源がシングルとしてリリースされた。
この他にも、トラヴィスやSum 41によってカバーされている。

## パロディ・オマージュ
- 漫画『ジョジョの奇妙な冒険』シリーズ（原作：荒木飛呂彦、1986年 - ）
  - 作中の登場人物である吉良吉影のスタンド「キラークイーン」の名前の由来[39]。
- テレビアニメ『ファミリー・ガイ』（制作：Fox、1999年 - ）
  - シーズン11、第16話（181話）のエピソードタイトル、同回のエンディングテーマとしても使用された[40]。